# Bagnoregio
Bagnoregio – miejscowość i gmina we Włoszech, w regionie Lacjum, w prowincji Viterbo.
Według danych na rok 2004 gminę zamieszkiwały 3622 osoby, 50,3 os./km².
Miejsce urodzenia św. Bonawentury (ok. 1218–1274) biskupa i doktora Kościoła. Jego wspomnienie Kościół katolicki obchodzi 15 lipca.

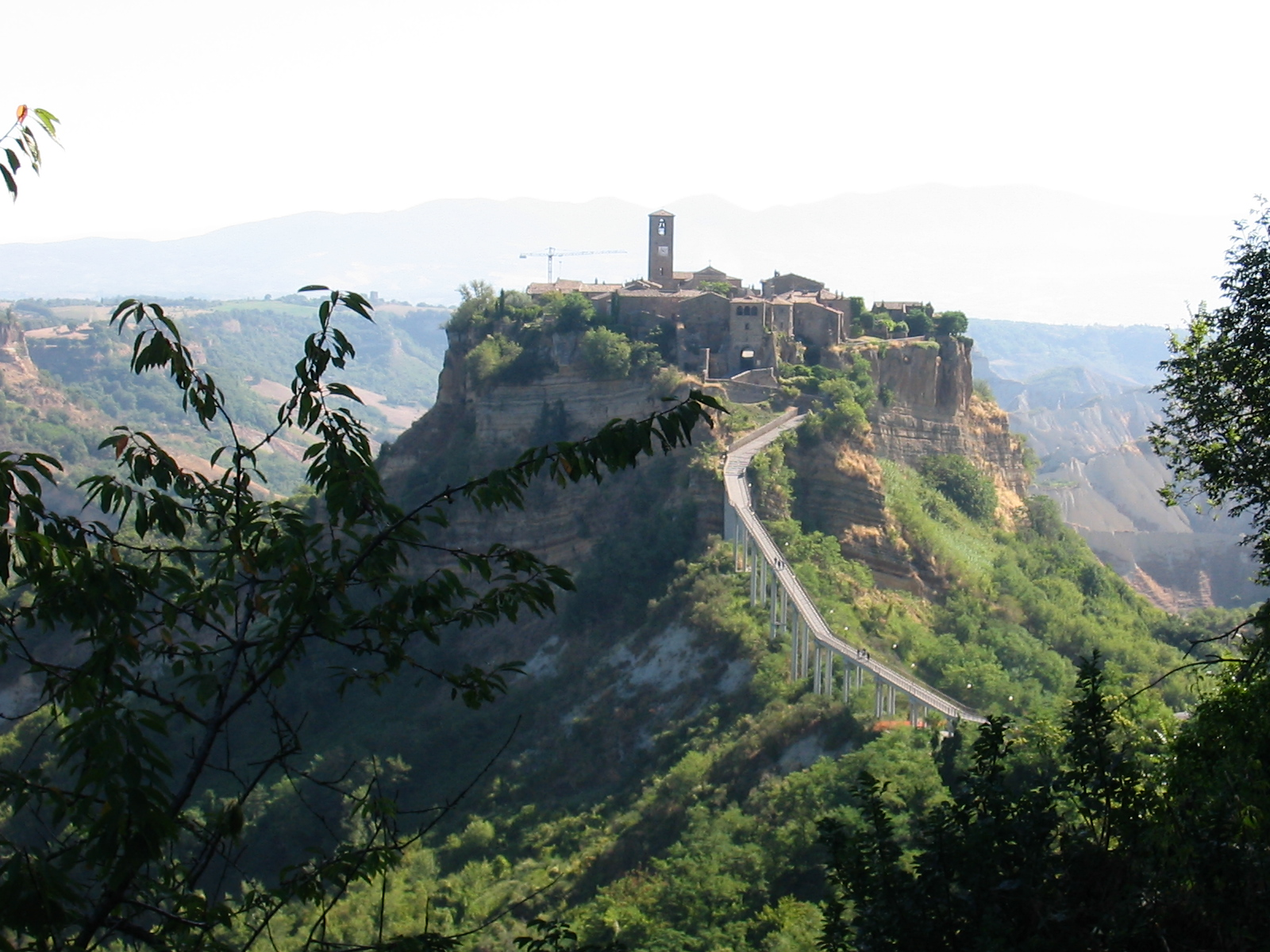
Bagnoregio jest starożytnym miastem założonym przez Etrusków w VI w. p.n.e.